# Naranja de acridina

Estructura química del naranja de acridina.

Célula epitelial de la boca cubierta de bacterias, teñida con naranja de acridina. El núcleo celular en verde, y el material genético de las bacterias en naranja.

El naranja de acridina (o N,N,N',N'-tetrametilacridina según IUPAC) es un colorante catiónico selectivo para los ácidos nucleicos y útil para realizar determinaciones sobre el ciclo celular. Interacciona con el ADN y el ARN por intercalación dentro de la molécula o por atracción electrostática, respectivamente.
Cuando está asociado al ADN, el naranja de acridina es espectralmente similar a la fluoresceína, presentado un máximo de excitación a 502 nm y una emisión a 525 nm (en el verde). Cuando está asociado al ARN, la excitación máxima deriva a 460 nm (en el azul) y la emisión máxima a 650 nm (en el rojo). Por lo tanto, este colorante tiñe de verde a las células en fase de división activa (mucho ADN), y de naranja a las que están en reposo multiplicativo (mucho ARN y proteínas). El colorante se utiliza frecuentemente en microscopía de epifluorescencia. Se lo prepara a partir del aceite de creosota y del alquitrán de hulla. Se lo utiliza conjuntamente con el bromuro de etidio para diferenciar entre células vivas y apoptóticas. El naranja de acridina es además un mutágeno que tiende a producir mutaciones de desplazamiento del marco de lectura.